# Horst Pelckmann
Horst Pelckmann (* 27. Januar 1904 in Berlin; † 10. März 1975) war ein deutscher Rechtsanwalt, Notar und Diplomat. Er war als Verteidiger bei den Nürnberger Prozessen tätig.

## Leben
Pelckmann absolvierte nach dem Abschluss seiner Schullaufbahn und bestandener Reifeprüfung ein Studium der Rechtswissenschaft an der Universität Berlin, das er 1928 mit der ersten juristischen Staatsprüfung und 1932 mit der zweiten juristischen Staatsprüfung beendete. Während der Zeit des Nationalsozialismus praktizierte er als Rechtsanwalt in Berlin und später auch bis in die Nachkriegszeit hinein in Frankfurt am Main. Er war Mitglied im NSKK.

## Nachkriegszeit und Nürnberger Prozesse
Beim Nürnberger Prozess gegen die Hauptkriegsverbrecher (Mitverteidiger bis 27. August 1946, Verteidiger ab 1. Juni 1946) verteidigte er als bestellter Pflichtverteidiger zusammen mit Carl Haensel die als verbrecherische Organisation angeklagte SS und versuchte dabei z. T. erfolgreich, einzelne Formationen der SS als dieser nur formal zugehörig und unbelastet darzustellen. Erfolgreich war diese Strategie bei den SS-Helferinnenkorps, die er als harmlose Fernschreiberinnen, -sprecherinnen und Funkerinnen darstellte. Als Folge davon fielen weibliche SS-Angehörige bei der folgenden Entnazifizierung durch Spruchkammerverfahren immer wieder unter die Jugendamnestie, welche bei Angehörigen verbrecherischer Organisationen eigentlich keine Anwendung hatte finden sollen. In Bezug auf die SS-Polizeiregimenter argumentierte Pelckmann, diese seien „von der Anklagebehörde irrtümlich als SS-Regimenter angesehen“ worden.

„Schon die Tatsache, daß alle Polizeiaufgaben politischen Inhalts der Sicherheitspolizei vorbehalten waren und im Hauptamt Ordnungspolizei beispielsweise kein Judenreferat bestand, zeigt, daß auch die Truppenverbände der Ordnungspolizei wie vor 1933 und wie in aller Welt nur für allgemein übliche Polizeiaufgaben bestimmt waren. Wenn hie und da eine mißbräuchliche Verwendung kleinerer Einheiten vorkam, so steht trotzdem fest, daß ein solcher Mißbrauch nicht dem Geist und Zweck der Truppenverbände der Ordnungspolizei selbst entsprungen ist und weder von der Truppe noch von der Zentralstelle der Ordnungspolizei gebilligt oder gar gewollt war.“

Des Weiteren verteidigte er beim Ärzte-Prozess (9. Dezember 1946 bis 20. August 1947) Konrad Schäfer, beim Flick-Prozess (18. April – 22. Dezember 1947) Hermann Terberger, beim I.G.-Farben-Prozess (14. August 1947 bis 30. Juli 1948) August von Knieriem und beim Wilhelmstraßen-Prozess (4. November 1947 bis 13. April 1949) Karl Ritter.
Schäfer, Terberger und von Knieriem wurden freigesprochen, Ritter erhielt in nur einem von sechs Anklagepunkten, der Verschleierung der Ermordung und Misshandlung von Angehörigen der kriegführenden Mächte bzw. von Kriegsgefangenen einen Schuldspruch. Er wurde zu einer vierjährigen Haftstrafe verurteilt und einen Monat nach Urteilsverkündung entlassen. Pelckmann wurde bei Ritter durch den Strafverteidiger Erich Schmidt-Leichner abgelöst.
Seit 1947 war er mit Erna, geborene Kummer verheiratet. Das Paar hatte eine Tochter. Ab 1948 leitete er zunächst die Rechtsabteilung im hessischen Wirtschaftsministerium. Beim erfolgreichen Verbotsantrag der Bundesregierung gegen die Sozialistische Reichspartei (SRP) 1952 vertrat er zusammen mit Hans Ritter von Lex die Bundesregierung. Pelckmann war noch Ende der 1960er von der Sinnhaftigkeit der Klage der Bundesregierung auf Verbot der SRP überzeugt, da die Bundesrepublik erst kurz bestand und sich radikale politische Organisationen den politisch Unzufriedenen (u. a. Vertriebene, NS-Belastete) annahmen. Bezogen auf ein durch die Bundesregierung Ende 1968 erwogenes NPD-Verbotsverfahren, so Pelckmann, „sollte man sich nicht durch aufgeregte Stimmen aus dem In- und Ausland [...] von der Ansicht [...] abbringen lassen, daß es jetzt gelte, sich mit dieser Partei politisch auseinanderzusetzen. Denn ein Verbot beseitigt nicht die Ursachen [...] Ich glaube, daß eine Verbotsklage, hätte sie Erfolg, heute nur allen nationalistischen Strömungen Auftrieb geben oder mindestens der Regierung und ihren Parteien einen Prestigeverlust eintragen würde – einfach aus Mitgefühl mit dem underdog“.
Ab 1953 trat er in den Auswärtigen Dienst ein und war zunächst in den USA Rechtsreferent der Gesandtschaft in Washington und ab 1957 Konsul in Philadelphia. 1956 nahm Pelckmann in Vertretung von Karl von Frisch den diesem verliehenen Magellanic Premium der American Philosophical Society entgegen. Von 1960 bis 1962 war er als Legationsrat in Bonn tätig. 1961 schlug Wolfgang Pohle, der Verteidiger Flicks bei den Nürnberger Prozessen, der Bundesregierung vor Pelckmann als ständigen Beobachter zum Eichmann-Prozess in Jerusalem zu entsenden, da dieser Prozess dem Bild Deutschlands im Ausland nachhaltig schaden könne. Ab 1962 war er Konsul in Seattle sowie ab 1968 Generalkonsul in New York. Er ließ sich 1969 wieder als Rechtsanwalt in Frankfurt am Main nieder und gehörte bis zu seinem Tod der Anwaltskammer in Frankfurt am Main an.

## Schriften
- Soll die NPD verboten werden? Vergleich, mit dem Urteil über die Sozialistische Reichspartei. In: Die Zeit vom 31. März 1967